# Almdudler

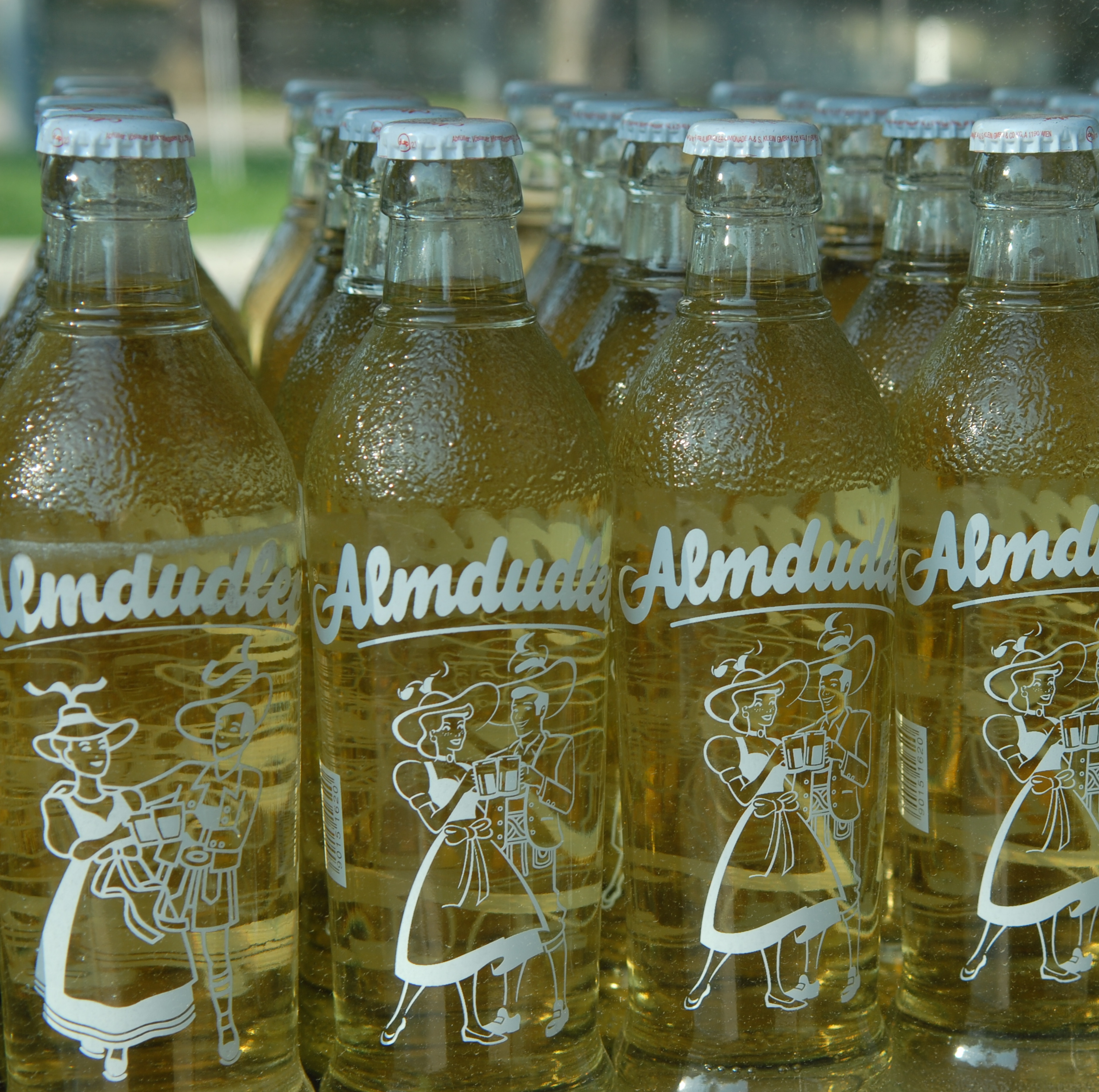
Bouteilles d'Almdudler

Almdudler est la marque d'un soda autrichien populaire. Almdudler original est une boisson gazeuse sucrée, aromatisée avec des herbes des montagnes ; son goût est semblable à du  Ginger Ale ou à un sirop de fleur de sureau, mais avec une saveur légèrement fruitée. Almdudler a été appelé la « boisson nationale de l'Autriche ». Sa popularité en Autriche le place en seconde position, juste après le Coca-Cola : 80 millions de litres de cette boisson y sont vendus par an.
Almdudler a été développé en 1957 à Vienne par Erwin Klein, qui a tiré le nom de l'expression auf der Alm dudeln, c'est-à-dire yodler dans l'alpage. Cette boisson fut à l'origine créée et vendue comme une alternative aux boissons alcoolisées. Elle est aussi vendue traditionnellement sans sucre, ou plate, ou gazéifiée. Une version gazéifiée mélangée avec de la bière existe sous le nom d'Almradler. Dans les régions viticoles à l'Est de l'Autriche, on trouve aussi un mélange populaire avec le vin blanc local.
Environ 20 % de la production d'Almdudler est exportée : vers la Suisse, l'Allemagne (le second marché avec 15 millions de litres vendus par an), la Hongrie, la Belgique, les Pays-Bas, l'Australie et les États-Unis.
Le slogan de la campagne publicitaire Almdudler, dans le dialecte bavarois, est devenue un proverbe en Autriche : Wenn die kan Almdudler hab'n, geh' i wieder ham! (en allemand : Wenn die keinen Almdudler haben, gehe ich wieder heim!, en français : S'ils n'ont pas d'Almdudler, je rentre chez moi !). Ce slogan publicitaire a été écrit par la légende de la publicité créative, l'Anglais Simon North alors qu'il résidait en Autriche.